# 249. Infanterie-Division (Wehrmacht)
La 249. Infanterie-Division fu una divisione fittizia dell'esercito tedesco attiva durante la seconda guerra mondiale.

## Storia
"249. Infanterie-Division" era il nome di una presunta divisione di fanteria tedesca. Dal 22 marzo 1943 il nome fu utilizzato per le unità tedesche sulla costa olandese nella zona di Hoek van Holland per simulare forze maggiori. Il nome fu utilizzato in tutti i documenti, inclusa la divisione schematica della guerra.

## Ordine di battaglia
- Grenadier-Regiment 197
- Grenadier-Regiment 623
- Grenadier-Regiment 709
- Divisions-Füsilier-Bataillon 249
- Panzerjäger-Abteilung 949
- Divisionseinheiten 1949[1]